# Боргоново-Валь-Тидоне
Боргоново-Валь-Тидоне (итал. Borgonovo Val Tidone) —  коммуна в Италии, располагается в регионе Эмилия-Романья, подчиняется административному центру Пьяченца.
Население составляет 6819 человек, плотность населения составляет 131,9 чел./км². Занимает площадь 51,7 км². Почтовый индекс — 29011. Телефонный код — 0523.
В коммуне ежегодно 15 августа особо празднуется Успение Пресвятой Богородицы.